# Чигир Олександр Альбертович
Чигир Олександр Альбертович (нім. Alexander Tchigir, 6 листопада 1968) — німецький ватерполіст.
Учасник Олімпійських Ігор 1992, 2004, 2008 років.
Бронзовий призер Олімпійських ігор 1992 року.